# 加拉克
加拉克（法語：Garac，法語發音：[ɡaʁak]）是法国上加龙省的一个市镇，属于图卢兹区。

## 地理
加拉克（43°41'28"N, 1°5'18"E）面积6.05 平方千米，位于法国奧克西塔尼大區上加龙省，该省份为法国西南部内陆省份，西南端与西班牙接壤，自此顺时针与上比利牛斯省、热尔省、塔恩-加龙省、塔恩省、奥德省和阿列日省接壤。
与加拉克接壤的市镇（或旧市镇、城区）包括：勒格雷、贝勒加德圣玛丽、科比亚克、蒂勒、维尼奥。

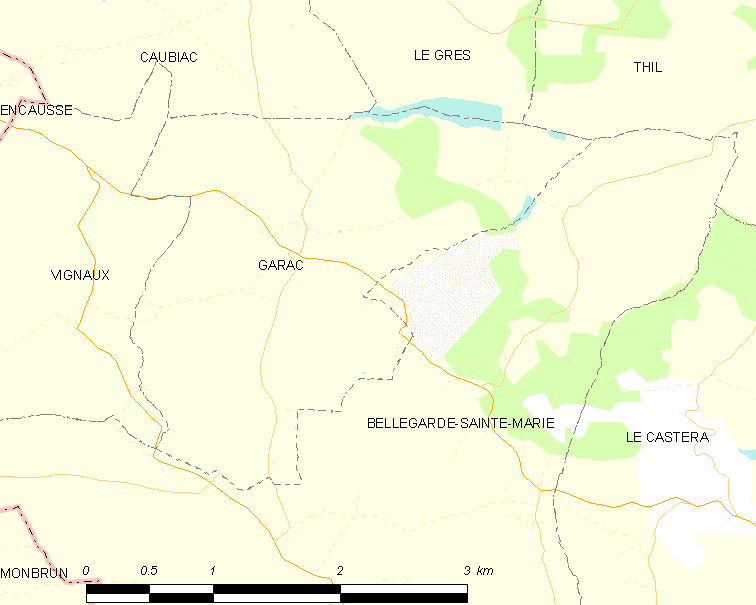
加拉克的OSM定位图

加拉克的时区为UTC+01:00、UTC+02:00（夏令时）。

## 行政
加拉克的邮政编码为31480，INSEE市镇编码为31209。

## 政治
加拉克所属的省级选区为莱格万县。

## 人口

1962-2008年间加拉克人口变化图示

加拉克于2022年1月1日时的人口数量为167人。